# Natació al Campionat del Món de natació de 2005
La competició de natació al Campionat del Món de natació de 2005 es realitzà a les instal·lacions del Centre Aquàtic d'Île Sainte-Hélène de la ciutat de Mont-real (Canadà).

## Resum de medalles

### Categoria masculina
| Event                    | Or                                                                          | Or           | Plata                                                                           | Plata    | Bronze                                                                       | Bronze   |
| 50 m, lliures            | Roland Schoeman                                                             | 21,69 (RC)   | Duje Draganja                                                                   | 21,89    | Bartosz Kizierowski                                                          | 21,94    |
| 100 m, lliures           | Filippo Magnini                                                             | 48,12 (RC)   | Roland Schoeman                                                                 | 48,28    | Ryk Neethling                                                                | 48,34    |
| 200 m, lliures           | Michael Phelps                                                              | 1:45,20      | Grant Hackett                                                                   | 1:46,14  | Ryk Neethling                                                                | 1:46,63  |
| 400 m, lliures           | Grant Hackett                                                               | 3:42,91      | Yuri Prilukov                                                                   | 3:44,44  | Oussama Mellouli                                                             | 3:46,08  |
| 800 m, lliures           | Grant Hackett                                                               | 7:38,65 (RM) | Larsen Jensen                                                                   | 7:45,63  | Yuri Prilukov                                                                | 7:46,64  |
| 1500 m, lliures          | Grant Hackett                                                               | 14:42,58     | Larsen Jensen                                                                   | 14:47,58 | David Davies                                                                 | 14:48,11 |
|                          |                                                                             |              |                                                                                 |          |                                                                              |          |
| 50 m, esquena            | Aristeidis Grigoriadis                                                      | 24,95        | Matt Welsh                                                                      | 24,99    | Liam Tancock                                                                 | 25,02    |
| 100 m, esquena           | Aaron Peirsol                                                               | 53,62        | Randall Bal                                                                     | 54,02    | László Cseh                                                                  | 54,27    |
| 200 m, esquena           | Aaron Peirsol                                                               | 1:54,66 (RM) | Markus Rogan                                                                    | 1:56,63  | Ryan Lochte                                                                  | 1:57,00  |
|                          |                                                                             |              |                                                                                 |          |                                                                              |          |
| 50 m, braça              | Mark Warnecke                                                               | 27,63        | Mark Gangloff                                                                   | 27,71    | Kosuke Kitajima                                                              | 27,78    |
| 100 m, braça             | Brendan Hansen                                                              | 59,37 (RM)   | Kosuke Kitajima                                                                 | 59,53    | Hugues Duboscq                                                               | 1:00,20  |
| 200 m, braça             | Brendan Hansen                                                              | 2:09,85      | Mike Brown                                                                      | 2:11,22  | Genki Imamura                                                                | 2:11,54  |
|                          |                                                                             |              |                                                                                 |          |                                                                              |          |
| 50 m, papallona          | Roland Schoeman                                                             | 22,96 (RM)   | Ian Crocker                                                                     | 23,12    | Sergiy Breus                                                                 | 23,38    |
| 100 m, papallona         | Ian Crocker                                                                 | 50,40 (RM)   | Michael Phelps                                                                  | 51,65    | Andriy Serdinov                                                              | 52,08    |
| 200 m, papallona         | Paweł Korzeniowski                                                          | 1:55,02      | Takeshi Matsuda                                                                 | 1:55,62  | Wu Peng                                                                      | 1:56,50  |
|                          |                                                                             |              |                                                                                 |          |                                                                              |          |
| 200 m, estils            | Michael Phelps                                                              | 1:56,68      | László Cseh                                                                     | 1:57,61  | Ryan Lochte                                                                  | 1:57,79  |
| 400 m, estils            | László Cseh                                                                 | 4:09,63      | Luca Marin                                                                      | 4:11,67  | Oussama Mellouli                                                             | 4:13,47  |
|                          |                                                                             |              |                                                                                 |          |                                                                              |          |
| relleus 4×100 m, lliures | Estats Units Michael Phelps · Neil Walker · Nate Dusing · Jason Lezak       | 3:13,77 (RC) | Canadà Yannick Lupien · Rick Say · Mike Mintenko · Brent Hayden                 | 3:16,44  | Austràlia Michael Klim · Andrew Mewing · Leith Brodie · Patrick Murphy       | 3:17,56  |
| relleus 4×200 m, lliures | Estats Units Michael Phelps · Ryan Lochte · Peter Vanderkaay · Klete Keller | 7:06,58      | Canadà Brent Hayden · Colin Russell · Rick Say · Andrew Hurd                    | 7:09,73  | Austràlia Nicholas Sprenger · Patrick Murphy · Andrew Mewing · Grant Hackett | 7:10,59  |
| relleus 4×100 m, estils  | USA Aaron Peirsol · Brendan Hansen · Ian Crocker · Jason Lezak              | 3:31,85      | Rússia Arkady Vyatchanin · Dmitry Komornikov · Igor Marchenko · Andrey Kapralov | 3:35,08  | Japó Tomomi Morita · Kosuke Kitajima · Ryo Takayasu · Daisuke Hosokawa       | 3:35,40  |

Llegenda: RM – Rècord del Món; RC – Rècord del Campionat

### Categoria femenina
| Event                    | Or                                                                           | Or           | Plata                                                                         | Plata    | Bronze                                                                        | Bronze   |
| 50 m, lliures            | Libby Lenton                                                                 | 24,59        | Marleen Veldhuis                                                              | 24,83    | Zhu Yingwen                                                                   | 24,91    |
| 100 m, lliures           | Jodie Henry                                                                  | 54,18        | Malia Metella · Natalie Coughlin                                              | 54,74    | no es concedí                                                                 |          |
| 200 m, lliures           | Solenne Figuès                                                               | 1:58,60      | Federica Pellegrini                                                           | 1:58,73  | Josefin Lillhage · Yang Yu                                                    | 1:59,08  |
| 400 m, lliures           | Laure Manaudou                                                               | 4:06,44      | Ai Shibata                                                                    | 4:06,74  | Caitlin McClatchey                                                            | 4:07,25  |
| 800 m, lliures           | Kate Ziegler                                                                 | 8:25,31      | Brittany Reimer                                                               | 8:27,59  | Ai Shibata                                                                    | 8:27,86  |
| 1500 m, lliures          | Kate Ziegler                                                                 | 16:00,41     | Flavia Rigamonti                                                              | 16:04:34 | Brittany Reimer                                                               | 16:07,73 |
|                          |                                                                              |              |                                                                               |          |                                                                               |          |
| 50 m, esquena            | Giaan Rooney                                                                 | 28,63        | Gao Chang                                                                     | 28,69    | Antje Buschschulte                                                            | 28,72    |
| 100 m, esquena           | Kirsty Coventry                                                              | 1:00,24      | Antje Buschschulte                                                            | 1:00,84  | Natalie Coughlin                                                              | 1:00,88  |
| 200 m, esquena           | Kirsty Coventry                                                              | 2:08,52      | Margaret Hoelzer                                                              | 2:09,94  | Reiko Nakamura                                                                | 2:10,41  |
|                          |                                                                              |              |                                                                               |          |                                                                               |          |
| 50 m, braça              | Jade Edmistone                                                               | 30,45 (RM)   | Jessica Hardy                                                                 | 30,85    | Brooke Hanson                                                                 | 30,89    |
| 100 m, braça             | Leisel Jones                                                                 | 1:06,25      | Jessica Hardy                                                                 | 1:06,62  | Tara Kirk                                                                     | 1:07,43  |
| 200 m, braça             | Leisel Jones                                                                 | 2:21,72 (RM) | Anne Poleska                                                                  | 2:25,84  | Mirna Jukić                                                                   | 2:27,11  |
|                          |                                                                              |              |                                                                               |          |                                                                               |          |
| 50 m, papallona          | Danni Miatke                                                                 | 26,11        | Anna-Karin Kammerling                                                         | 26,36    | Therese Alshammar                                                             | 26,39    |
| 100 m, papallona         | Jessicah Schipper                                                            | 57,23 (RC)   | Libby Lenton                                                                  | 57,37    | Otylia Jędrzejczak                                                            | 58,57    |
| 200 m, papallona         | Otylia Jędrzejczak                                                           | 2:05,61 (RM) | Jessicah Schipper                                                             | 2:05,65  | Yuko Nakanishi                                                                | 2:09,40  |
|                          |                                                                              |              |                                                                               |          |                                                                               |          |
| 200 m, estils            | Katie Hoff                                                                   | 2:10,41 (RC) | Kirsty Coventry                                                               | 2:11,13  | Lara Carroll                                                                  | 2:13,32  |
| 400 m, estils            | Katie Hoff                                                                   | 4:36,07 (RC) | Kirsty Coventry                                                               | 4:39,72  | Kaitlin Sandeno                                                               | 4:40,85  |
|                          |                                                                              |              |                                                                               |          |                                                                               |          |
| relleus 4×100 m, lliures | Austràlia Jodie Henry · Alice Mills · Shayne Reese · Libby Lenton            | 3:37,32 (RC) | Alemanya Petra Dallmann · Antje Buschschulte · Annika Liebs · Daniela Gotz    | 3:38,24  | Estats Units Natalie Coughlin · Kara Lynn Joyce · Lacey Nymeyer · Amanda Weir | 3:38,31  |
| relleus 4×200 m, lliues  | Estats Units Natalie Coughlin · Katie Hoff · Whitney Myers · Kaitlin Sandeno | 7:53,70 (RC) | Austràlia Libby Lenton · Shayne Reese · Bronte Barratt · Linda Mackenzie      | 7:54,06  | R.P. de la Xina Zhu Yingwen · Pang Jiaying · Zhou Yafei · Yang Yu             | 7:57,29  |
| relleus 4×100 m, estils  | Austràlia Sophie Edington · Leisel Jones · Jessicah Schipper · Libby Lenton  | 3:57,47 (RC) | Estats Units Natalie Coughlin · Jessica Hardy · Rachel Komisarz · Amanda Weir | 3:59,92  | Alemanya Antje Buschschulte · Sarah Poewe · Annika Mehlhorn · Daniela Gotz    | 4:02,51  |

Llegenda: RM – Rècord del Món; RC – Rècord del Campionat

## Medaller
| Posició | País            | Or | Plata | Bronze | Total |
| 1       | Estats Units    | 15 | 11    | 6      | 32    |
| 2       | Austràlia       | 13 | 5     | 4      | 22    |
| 3       | Zimbàbue        | 2  | 2     | 0      | 4     |
| 4       | Sud-àfrica      | 2  | 1     | 2      | 5     |
| 5       | França          | 2  | 1     | 1      | 4     |
| 6       | Polònia         | 2  | 0     | 2      | 4     |
| 7       | Alemanya        | 1  | 3     | 2      | 6     |
| 8       | Itàlia          | 1  | 2     | 0      | 3     |
| 9       | Hongria         | 1  | 1     | 1      | 3     |
| 10      | Grècia          | 1  | 0     | 0      | 1     |
| 11      | Canadà          | 0  | 4     | 1      | 5     |
| 12      | Japó            | 0  | 3     | 6      | 9     |
| 13      | Rússia          | 0  | 2     | 1      | 3     |
| 14      | R.P. de la Xina | 0  | 1     | 4      | 5     |
| 15      | Suècia          | 0  | 1     | 2      | 3     |
| 16      | Àustria         | 0  | 1     | 1      | 2     |
| 17      | Croàcia         | 0  | 1     | 0      | 1     |
| 17      | Països Baixos   | 0  | 1     | 0      | 1     |
| 17      | Suïssa          | 0  | 1     | 0      | 1     |
| 20      | Regne Unit      | 0  | 0     | 3      | 3     |
| 21      | Tunísia         | 0  | 0     | 2      | 2     |
| 21      | Ucraïna         | 0  | 0     | 2      | 2     |
| Total   | Total           | 40 | 41    | 40     | 121   |